# 雷神索爾：愛與雷霆
是一部2022年上映的美國超級英雄電影，改編自漫威漫畫旗下超級英雄角色雷神索爾的故事，由漫威影業製作，華特迪士尼工作室電影負責發行，塔伊加·維迪提執導，珍妮佛·凱汀·羅賓遜與維迪提共同撰寫劇本，克里斯·漢斯沃、娜塔莉·波曼、克里斯汀·貝爾、泰莎·湯普森和塔伊加·維迪提主演，羅素·克洛、克里斯·普瑞特和麥特·戴蒙特別演出，為2017年電影《雷神索爾3：諸神黃昏》的續集，「漫威電影宇宙」的第29部電影作品，屬於漫威電影宇宙第四階段。
2018年2月，導演塔伊加·維迪提開始與克里斯·漢斯沃討論開發《雷神索爾3：諸神黃昏》續集。2019年7月，漫威影業在聖地牙哥國際漫畫展確認開發第四部索爾個人電影，泰莎·湯普森回歸出演，未參與《雷神索爾3：諸神黃昏》演出的娜塔莉·波曼亦回歸出演珍·佛斯特。維迪提透露珍·佛斯特在罹患乳腺癌之後繼承索爾的衣缽和能力，成為女雷神。2020年2月，珍妮佛·凱汀·羅賓遜參與劇本創作。電影於2021年1月在澳大利亞悉尼開機拍攝。
《雷神索爾：愛與雷霆》2022年7月8日在美國上映。電影在影評界的整體評價褒貶不一，影評家稱讚輕鬆的性質、視覺效果以及克里斯汀·貝爾和娜塔莉·波曼的表演，而批評則是針對劇本和調性的不一致；許多評論家認為本片整體不如前作《雷神索爾3：諸神黃昏》。

## 劇情
在一顆貧瘠的星球上，邪惡的「死靈劍」的主人被當地的神祇拉普（Rapu）殺死，失去了主人的死靈劍繼而召喚在附近剛失去女兒而悲痛欲絕的格爾。在發現自己一直崇拜的神明原來對自己完全漠不關心後，悲憤交集的格爾被死靈劍選為新主人，隨後他一劍殺死拉普並誓言要殺盡宇宙眾神。
2025年，星際異攻隊在完成一项外星人救援任务后在飞船上收到了許多求救信號，全部都是一些神明被格爾所殺。在锻炼自己並摆脱肥胖的身形後與他們一起同行的索爾發現其中一個求救信號為戰鬥中的希芙所發出，便決定前往拯救她而與星際異攻隊分道揚鑣。索爾與彼得·奎爾等人道别后，使用彩虹桥与老朋友寇格赶往希芙战斗的星球。索尔赶到时发现死亡的巨獸法利加和重傷的希芙，索爾從她口中得知擁有殺神武器「死靈劍」的格爾正試圖滅絕眾神，而格爾的下一個目標正是新阿斯嘉。索爾的前女友珍·佛斯特剛好來到了新阿斯嘉，希望通过尋找雷神之鎚以得到癌症的治療。曾被索爾吩咐要保護佛斯特的雷神之鎚的碎片此時感應到了佛斯特，便自行重組並選擇佛斯特成為新主人，佛斯特因而獲得雷神之力，但代價卻是令化療失去作用。
格爾在某天晚上來襲新阿斯嘉，索爾與新任阿斯嘉王瓦爾基麗和寇格合力阻止格爾的軍隊。期間，佛斯特趕到支援。在驚訝地看見佛斯特揮舞著雷神之鎚後，索爾迎戰試圖殺死自己的格爾，格爾最終在不敵索爾後綁架了一些新阿斯嘉小孩逃走。海姆達爾的兒子艾克索后来使用魔眼告知索尔自己和小孩们被格尔绑架至暗影界。眾人前往宇宙諸神參與的神聖大會尋求眾神的幫助，索爾卻發現自己的偶像奧林匹斯眾神之王宙斯與其他諸神已經墮落，更因懼怕死靈劍而百般藉口地不敢前往對付格爾，眾人因此將目標轉移到奪取宙斯的武器「雷擊」。宙斯在索尔一行人與他的軍隊戰鬥時擊散寇格，以為寇格已死而悲憤交集的索爾一劍刺穿了宙斯的身體。索尔后来发现寇格其實沒有死、只是失去了身体，寇格召唤出使用雷霆戰斧彩虹桥能量的太空船，眾人在帶着雷擊逃走後前往暗影界拯救小孩們；索爾在途中與佛斯特舊情復燃，卻同時發現了佛斯特身患癌症的秘密。
眾人在到達後发现中了格爾的詭計，原來格爾打算奪取雷霆戰斧，繼而利用彩虹橋進入永恆以毀滅眾神。在一番戰鬥後，格爾成功偷走了雷霆戰斧，使用彩虹橋打開了前往永恆的傳送門，战斗中瓦爾基麗被格尔刺伤，一行人被迫撤回阿斯嘉。瓦爾基麗因受伤而只能留在阿斯嘉，受雷神之鎚影響而病情加重的佛斯特也被索尔要求留在医院继续接受治疗。索爾使用雷擊回到暗影界后救出了所有小孩，并把雷神之力注入小孩們和他們的武器，以便讓他們與他一起戰鬥。佛斯特其後決定耗盡自己最後的生命力、最后一次使用雷神之锤與索爾並肩作戰，两人最終一同摧毀了死靈劍。但格尔仍成功使用雷霆戰斧开启前往永恆之路。索爾說服承認落敗的格爾，他想從永恆中得到的不是摧毀眾神，而是讓女兒回來；盡失生命力的佛斯特此時也死在了索爾的懷裏。永恆同意了格爾的請求，並復活了他的女兒，格爾在叮囑索爾照顧好女兒後也因失去死灵剑而无法续命并死去。回到阿斯嘉的小孩們開始被瓦爾基麗和希芙訓練；格爾的女兒「愛」則揮舞著雷霆戰斧，與重獲雷神之鎚的索爾展開冒險。
片尾彩蛋中，於神聖大會被索爾重傷但仍活着的宙斯對於人們不再敬畏神明而是崇拜超級英雄感到十分不滿，於是派遣自己的兒子海格力斯前往追殺索爾；戰死的佛斯特則來到了英靈殿，海姆達爾在那裏歡迎着抵達的佛斯特。

## 演員
| 演員                              | 角色                                | 備註 |
| --------------------------------- | ----------------------------------- | --- |
| 克里斯·漢斯沃                     | 索爾                                | 前阿斯嘉國王，原型為北歐神話中的同名神祇，復仇者聯盟和星際異攻隊的成員，福斯特的前男友，洛基的哥哥。漢斯沃的儿子饰演了孩童时期的索爾。 |
| 娜塔莉·波曼                       | 珍·佛斯特／女雷神                   | 一名天體物理學家，索爾的前女友。在罹患乳腺癌之後到訪新阿斯嘉時突然重獲新生，被破碎的雷神之鎚賦予神力而成為女雷神，以修補好的雷神之鎚為武器。娜塔莉·波曼此前未有參演前作《雷神索爾3：諸神黃昏》，在她與導演塔伊加·維迪提的一次單獨會面之後，波曼接受了邀約。娜塔莉·波曼繼2013年電影《雷神索爾2：黑暗世界》後於本片正式回歸出演珍·佛斯特。 |
| 泰莎·湯普森                       | 瓦爾基麗王                          | 前阿斯嘉女武神，現在為新阿斯嘉的女王，角色原型為北歐神話中的神祇布倫希爾德。漫威電影宇宙中的其中一位LGBTQ超級英雄，瓦爾基麗的同性性取向在這部電影中展現。作為阿斯嘉的新國王，將會尋找自己的王后。 |
| 克里斯汀·貝爾                     | 屠神者格爾                          | 因眾神的自私而誓言要消滅眾神的星際殺手，擁有一把能夠殺死神的死靈劍。 |
| 塔伊加·維迪提                     | 寇格                                | 來自克羅南星的薩卡星角鬥場戰士，與索爾相識並成為其夥伴後發動了薩卡星起義，在彈指事件倖存後成為新阿斯嘉的居民，其同性性取向亦在本片中展現。維迪提同時是本片的導演和編劇。 |
| 羅素·克洛                         | 宙斯                                | 奧林匹斯眾神之王，角色原型為希臘神話中的同名神祇。 |
| 克里斯·普瑞特                     | 彼得·奎爾／星爵                     | 客串，人類和天神族的混血，星際異攻隊的首領，兒時在地球上被一群稱作破壞者的外星人盜賊及走私者綁架，長大後成為一名頂尖星際大盜。在2019年電影《復仇者聯盟：終局之戰》後，本片中繼續展現彼得·奎爾與索爾之間微妙的友情和競爭關係。 |
| 傑米·亞歷山大                     | 希芙                                | 客串，阿斯嘉的戰士，索爾的兒時好友，角色原型為北歐神話中的同名神祇。 |
| 凱特·丹寧絲 Kat Dennings          | 黛絲·路易斯 Darcy Lewis             | 客串，珍·佛斯特的實習生兼好友，後來成為天體物理學專業博士，曾與聯邦調查局探員吉米·吳一起調查西景鎮事件。 |
| 史戴倫·史柯斯嘉 Stellan Skarsgård | 艾域·沙維 Erik Selvig               | 客串，天體科學家，協助福斯特分析其乳腺癌的病情。 |
| 伊卓瑞斯·艾巴 Idris Elba          | 海姆達爾 Heimdall                   | 客串，出現於片尾彩蛋中，前阿斯嘉守護者，負責彩虹橋的開啟與關閉，諸神黃昏事件後於難民艦船上被薩諾斯殺害，在片尾彩蛋中在英靈殿迎接剛去世的福斯特。 |
| 基隆·代爾                         | 艾克索 Axl                          | 海姆达尔的儿子，遗传了父亲魔眼的能力，透过首次使用魔眼通知索尔一行人阿斯嘉小孩们被绑架的位置。 |
| 印蒂亞·漢斯沃                     | 爱 Love                             | 格爾的女兒，在父亲怀中去世后，因父亲进入永恒许下女儿复活的愿望而复活，现在手持雷霆戰斧並与重获雷霆戰鎚的索尔展开冒险。 |
| 戴夫·巴帝斯塔                     | 「毀滅者」德克斯 Drax the Destroyer | 客串，星際異攻隊的成員，原是一名為家人報仇雪恨的復仇者，不太親近於他人，但逐漸走出失去家人的陰霾後，開始變得笑口常開，成為隊伍中的開心果。 |
| 馮·迪索                           | 格魯特 Baby Groot                   | 客串，星際異攻隊的成員，具有人類智慧的青少年樹形生物，火箭浣熊的同夥。 |
| 布萊德利·庫柏                     | 火箭浣熊 Rocket Raccoon             | 客串，星際異攻隊的成員，一名基因工程浣熊、賞金獵人及傭兵，且是武器和戰術的大師。西恩·岡恩以動態捕捉的方式飾演火箭浣熊。 |
| 凱倫·吉蘭                         | 涅布拉 Nebula                       | 客串，奎爾的女友葛摩菈的妹妹，露芬莫德人，薩諾斯的養女。 |
| 龐·克萊門捷夫                     | 螳螂女 Mantis                       | 客串，原為奎爾的父親伊果的僕人兼助理，可以靠觸碰來體會他人的感受以及暫時舒緩他人情緒，在伊果星球一戰後加入星際異攻隊。 |

此外，路克·漢斯沃、麥特·戴蒙、山姆·尼爾、瑪莉莎·麥卡錫分别出演新阿斯嘉劇場表演中饰演索爾、洛基、奧丁和海拉的演員。布雷特·戈德斯坦於片尾彩蛋客串出演海格力斯，角色原型為希臘神話中的同名神祇。戴利·皮爾森（Daley Pearson）回歸飾演《雷神小隊系列》中的角色达里尔·雅各布森（Darryl Jacobson），喬納森·布魯恩出演格爾家鄉的神祇拉普（Rapu）。印第安納·埃文斯飾演貼身侍奉宙斯的金髮美女，本·法爾科內、珍妮·莫里斯和西蒙·羅素·畢爾分別出演舞台監督、一名新阿斯嘉居民和奧林匹斯神祇戴歐尼修斯。阿科西亞·薩貝特出演瓦干達女豹神巴斯蒂（Bast），該角色此前於電影《黑豹》中以幻象形式首次出現於漫威電影宇宙，角色原型為埃及神話中的同名神祇。斯蒂芬·库里飾演將山羊送給索爾的亞坎王（King Yakan）。傑夫·高布倫和彼得·汀克萊傑原定回歸飾演宗師和伊里特，但他們的戲份在正片中被刪除。
其他角色包括宇宙實體永恆和拖曳索爾戰車的神奇山羊「咬齒者」（Toothgnasher）與「磨齒者」（Toothgrinder）；被屠神者格爾殺死的巨獸法利加出現於影片之中，兩位天神族亦有露面。無限、死亡、觀察者、生命法庭、永世和天神領導者（One Above All）則以雕像的形式出現。

## 製作

### 開發

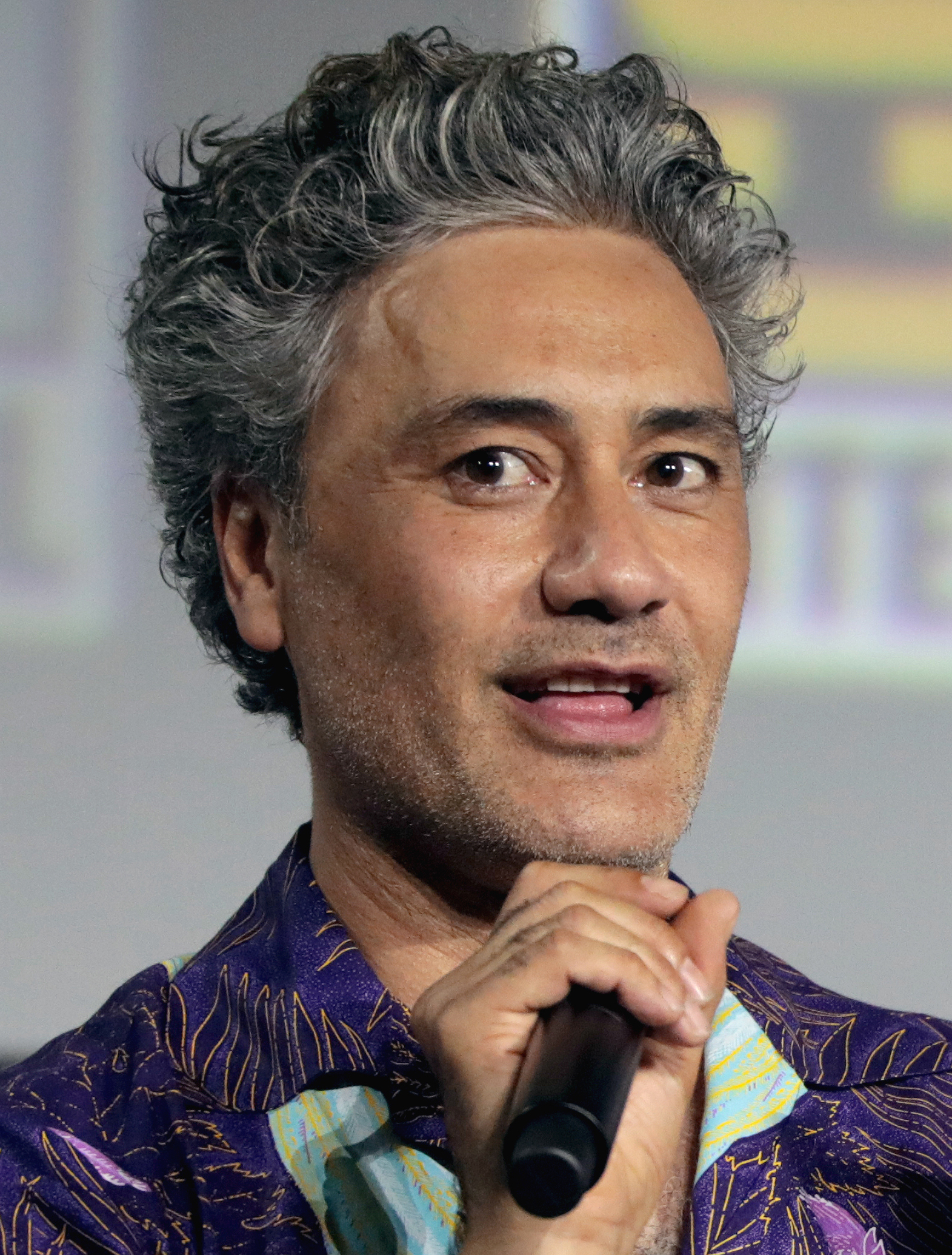
導演兼編劇之一塔伊加·維迪提

儘管《復仇者聯盟：終局之戰》是克里斯·漢斯沃與漫威影業最初簽訂的最後一部電影，在2018年1月，他表示有興趣繼續飾演雷神索爾。2月，他補充說「只要有滿意的劇本」就會考慮再次出演索爾，並表示他和導演塔伊加·維迪提已經討論過潛在的第四部電影。2019年4月，泰莎·湯普森暗示2017年電影《雷神索爾3：諸神黃昏》續集的可能性，說「我聽說另一部《雷神索爾》電影已經提案了。我不知道這消息有多可靠，但我聽說已經提案了。我想，塔伊加·維迪提也會回歸。」
2019年7月，塔伊加·維迪提簽約執導該片，克里斯·漢斯沃有望回歸繼續出演索爾。同月，漫威影業在聖地牙哥國際漫畫展上公佈電影正式片名為《雷神索爾：愛與雷霆》（Thor: Love and Thunder），上映日期定為2021年11月5日，克里斯·漢斯沃和泰莎·湯普森確認回歸出演電影，曾在2011年電影《雷神索爾》和2013年電影《雷神索爾2：黑暗世界》中飾演珍·佛斯特的娜塔莉·波曼亦將會回歸繼續飾演該角色。泰莎·湯普森和漫威影業的總裁凱文·費吉表示瓦爾基麗將成為漫威電影宇宙中第一位LGBTQ超級英雄，該角色的性取向將在這部電影中展現。作為阿斯嘉的新國王，她將會尋找自己的王后。在電影《雷神索爾3：諸神黃昏》中，她的性取向有所暗示，而有組更為明確的鏡頭在成片中被刪去。導演塔伊加·維迪提透露電影將借鑒傑森·亞倫創作的漫畫《神威雷神》（Mighty Thor）中的元素，電影中珍·佛斯特將繼承索爾的衣缽和能力，成為女雷神。凱文·費吉表示漫威將《神威雷神》看作「近年來最佳漫畫之一」，塔伊加·維迪提在執導《雷神索爾3：諸神黃昏》期間已經閱讀過該系列漫畫。維迪提同意繼續執導雷神系列電影時，他希望能夠女雷神能夠出現於電影之中。維迪提與娜塔莉·波曼經過單獨會面商談之後，後者同意回歸漫威電影宇宙，繼續出演珍·佛斯特。費吉稱電影將「融合多種元素」，珍·佛斯特成為女雷神是故事線中「非常重要的一部分」。
2019年7月底，澳大利亞新南威爾斯州的藝術部長唐·哈文宣佈電影將於悉尼的福斯工作室開機，與2021年電影《尚氣與十環傳奇》一樣採用背靠背的方式製作。計劃於2020年3月開始前期製作，2020年8月開啟主體拍攝。電影將獲得澳大利亞和新南威爾斯州政府一次性資金支持2400萬澳元（約1800萬美元）。漫威影業副總裁大衛·格蘭特（David Grant）表示，背靠背製作這兩部電影能夠為當地職員提供「持續就業」機會，《雷神索爾：愛與雷霆》將為澳大利亞帶來各種經濟收益1.78億澳元（約1.37億美元）。格蘭特補充表示，電影項目將與「當地教育機構合作，為學員提供實習機會」。2019年8月，維迪提說明了他說服娜塔莉·波曼回歸出演電影的原因，「（珍·佛斯特）與眾不同……電影將對這個角色給予全新詮釋，我想任何人都會對此感興趣。」同月，曾在2017年電影《星際異攻隊2》的片尾客串，在《雷神索爾3：諸神黃昏》中飾演宗師的傑夫·高布倫表示該角色可能再次出現在《雷神索爾：愛與雷霆》中，他有興趣與導演維迪提繼續合作。
2019年10月，導演維迪提確認寇格將出演於電影中，此前該角色在《雷神索爾3：諸神黃昏》和《復仇者聯盟4：終局之戰》中現身。2020年1月，維迪提表示已經得知眾多漫威影迷為瓦爾基麗和「驚奇隊長」卡蘿·丹佛斯兩人二次創作的浪漫關係，但是這些他不打算在《雷神索爾：愛與雷霆》中展現。他希望給影迷驚喜，而不是迎合大眾的需求。同月，克里斯汀·貝爾正在與漫威影業進入洽談階段，計劃於4月開啟前期製作，珍妮佛·凱汀·羅賓遜受聘與維迪提共同撰寫劇本。3月，泰莎·湯普森確認貝爾將擔任本片的反派屠神者格爾，而在過往的漫威電影宇宙電影中聲演格魯特的馮·迪索表示星際異攻隊將出現在本片中。

### 劇本
2019年7月，凱文·費吉在聖地牙哥國際漫畫展上表示電影就融合入多種元素，珍·佛斯特將成為電影中的關鍵角色。2019年8月，《好萊塢新聞前線》報道導演兼編劇塔伊加·維迪提已經創作完成劇本，但月底維迪提否認了這一消息。10月，在宣傳電影《兔嘲男孩》時，維迪提表示已經完成劇本初稿，但會與最終拍攝時採用的劇本有所不同。他表示仍未決定是否採用類似於漫畫《神威雷神》中的劇情一樣，讓珍·佛斯特罹患乳腺癌，同時他認為這是「漫畫中最有張力的情節」。主演娜塔莉·波曼表示電影將展現珍·佛斯特治療癌症的情節。維迪提透露正在與漫威研究《復仇者聯盟4：終局之戰》與《雷神索爾：愛與雷霆》之間的時間間隔，這將決定電影中的索爾是否還保留著《復仇者聯盟4：終局之戰》中的胖大身材。
2020年4月中旬，維迪提通過Instagram表示已經完成四至五個劇本初稿，他還表示電影將探索寇格所屬的種族文化，出現漫威漫畫中的外星生物太空鯊魚（Space Sharks），並稱有意將「馬面雷神」貝塔·雷·比爾引入電影之中，但這些仍未最終確定。7月，維迪提透露劇本已經創作完成，主基調可定性為愛情電影。

### 前期製作
2020年4月，受2019冠狀病毒病疫情影響，導演維迪提表示前期製作被無限期推遲。當月月底，迪士尼將電影的美國上映日期調整至2022年2月11日。2020年7月，電影的主體拍攝計劃於2021年初開機。2020年10月，製作組在澳大利亞開啟前期製作。2020年11月，克里斯·普瑞特確定在本片中繼續飾演「星爵」彼得·奎爾。由於電影涉及眾多主演，給人感覺類似於《復仇者聯盟5》。2020年12月，上映日期再度延期至2022年5月6日，克里斯汀·貝爾確定出演屠神者格爾。傑米·亞歷山大回歸出演希芙。龐·克萊門捷夫、戴夫·巴帝斯塔和凱倫·吉蘭分別回歸出演星際異攻隊成員螳螂女、「毀滅者」德克斯和涅布拉，西恩·岡恩回歸出演克拉格林以及為火箭浣熊進行動作捕捉演出。曾在《雷神索爾3：諸神黃昏》客串出演洛基演員的麥特·戴蒙也將出演電影。

### 拍攝
電影的主體拍攝原計劃於2020年8月在澳大利亞悉尼的福斯工作室開機。受2019冠狀病毒病疫情影響，開機日期推遲至2021年1月26日。拍攝時的工作標題為「大沙拉」（The Big Salad），類似於漫威電影宇宙中此前的電影《永恆族》和蜘蛛人系列電影，該名稱仍然借鑒自情景喜劇《宋飛傳》，是該劇第六季第二集的同名標題。盧卡斯影業旗下的特效製作公司光影魔幻工業將為電影提供與Disney+影集《曼達洛人》類似的特效技術。2月初在悉尼的百年公園進行拍攝。2021年3月，一組片場拍攝照片顯示麥特·戴蒙、山姆·尼爾和路克·漢斯沃回歸出演曾在《雷神索爾3：諸神黃昏》客串的洛基、奧丁和索爾的演員，瑪莉莎·麥卡錫出演海拉的演員，而她的丈夫本·法爾科內出演未知角色。3月底，亞歷山大已經完成了自己的戲份拍攝，而傑夫·高布倫被揭示拍攝了宗師的戲份，羅素·克洛亦將出現在電影中，其角色被稱為「有趣的客串」。2021年4月，克洛透露自己的戲份已經殺青，並透露他將在電影中出演客串出演奧林匹斯眾神之王宙斯。2021年5月，山姆·尼爾透露音樂人珍妮·莫里斯參演影片。電影在2021年6月1日殺青。

### 後期製作
2021年6月初，導演塔伊加·維迪提表示影片的後期製作將於2022年2月完成。同月，迪索確認回歸聲演格魯特。2021年10月，《雷神索爾：愛與雷霆》的美國上映日期延後至2022年7月8日。西蒙·羅素·畢爾確定參演影片。瑪麗安·布蘭登擔當後期剪輯師。凱文·費吉和布拉德·溫德博姆擔當製片人。劇組在2022年初開啟補拍作業。2022年3月初，報導稱劇組將在數週內再次補拍部分鏡頭。3月18日，克里斯汀·貝爾參與補拍作業。4月18日，漫威釋出的前導預告短片透露布萊德利·庫柏回歸聲演火箭浣熊。

## 音樂
2020年3月，羅尼·詹姆斯·迪歐的遺孀溫迪·迪歐（Wendy Dio）表示電影將使用迪歐樂隊的單曲〈黑暗中的彩虹〉。2021年12月，麥可·吉亞奇諾確定為影片作曲，他此前為2016年電影《奇異博士》、漫威電影宇宙的蜘蛛人三部曲《蜘蛛人：返校日》、《蜘蛛人：離家日》以及《蜘蛛人：無家日》以及塔伊加·維迪提執導的2019年電影《兔嘲男孩》作曲。

## 市場營銷
2022年2月，樂高和孩之寶推出影片中主要角色的周邊玩偶。4月，樂高和Funko推出更多周邊玩偶。2022年4月18日，漫威釋出首支前導預告短片。短片首次曝光娜塔莉·波曼飾演的珍·佛斯特手持修補好的雷神之鎚，成為女雷神的全新戰服和造型。搖滾樂隊槍與玫瑰的歌曲〈Sweet Child o' Mine〉〈November rain〈Welcome to the jungle〉作為背景音樂出現於短片之中。《數碼間諜》的賈斯汀·哈普（Justin Harp）認為影片整體上顯然會延續《雷神索爾3：諸神黃昏》中的幽默基調。預告片在釋出後的24小時內，觀看次數達到2.09億次，成為該時間段內觀看次數排名第七的預告片。2022年5月24日，漫威釋出正式預告片。2022年6月6日，在MTV影視大獎2022中，漫威釋出一支短片，內容為索爾在一場戰鬥中突然遇到成為女雷神的前女友福斯特以及修補好的雷神之鎚。四支短片亦先後於6月下旬釋出。

## 發行
《雷神索爾：愛與雷霆》原定於2021年11月5日在美國上映。2020年4月，受2019冠狀病毒病疫情影響，迪士尼整體推遲了漫威電影宇宙第四階段中所有電影的上映日期，《雷神索爾：愛與雷霆》的美國上映日期延期至2022年2月18日。4月底，索尼宣佈推遲《蜘蛛人：無家日》的上映日期，進而導致迪士尼再次改變《雷神索爾：愛與雷霆》的美國上映日期至2022年2月11日。12月，電影的美國上映日期再度延期至2022年5月6日。《雷神索爾：愛與雷霆》原計劃於2022年4月在台灣、香港和澳門上映，原計劃於2022年5月在中國大陸上映。2021年10月，《雷神索爾：愛與雷霆》的美國上映日期延後至2022年7月8日。7月7日，即電影上映前一日，漫威將在部分戲院上映一部476分鐘的《雷神索爾》四部曲合集。《雷神索爾：愛與雷霆》屬於漫威電影宇宙第四階段。
2022年7月28日，金屏影院确认该片将不会在马来西亚上映。《综艺》报道说，这是因为迪士尼拒绝对马来西亚电影审查委员会要求的影片进行删减。

## 迴響

### 票房
《雷神索爾：愛與雷霆》在北美地區的票房收入為3.43億美元，在其他地區為4.17億美元，全球總票房為7.60億美元。
北美方面，在電影上映之前稱影片的北美首週末開畫票房預計落在1.4億至1.67億美元之間，美國國內總票房預計落在3.45億至4.2億美元之間。影片上映首日收穫6,950萬美元（含周四晚點映的2,900萬美元），創下2022年北美地區第二高（僅次於《奇異博士2：失控多重宇宙》）以及漫威電影宇宙第五高的電影開畫成績；開畫首周末收穫1.442億美元（IMAX佔超過1,380萬美元，成績為IMAX在北美地區於七月首登大銀幕的有史以來第五高），創下2022年北美地區第三高（僅至於《奇異博士2：失控多重宇宙》以及《侏羅紀世界：統霸天下》）以及漫威電影宇宙第十二高的成績，成為第六部於2019冠状病毒病疫情期間在院線開畫首周末收穫超過十億美元的電影。開畫第二週末收穫4,660萬美元，大跌接近68%，《Deadline Hollywood》將此歸因於其CinemaScore等級以及評論家和觀眾的普遍接受程度不一。
影片在17個海外市場上映首日收穫1,570萬美元，比《雷神索爾3：諸神黃昏》多39%，但比《奇異博士2：失控多重宇宙》少24%；開畫首周末在47個海外市場收穫1.592億美元，為漫威電影宇宙第九高以及疫情期間荷里活電影的第三高；同時創下多個國際票房里程碑——澳洲、新西蘭和菲律賓疫情期間第二高以及巴西、意大利、泰國、新加坡和阿根廷疫情期間第三高的電影開畫成績，韓國最高的電影開畫成績以及疫情期間第五高的電影成績，澳洲第五高的漫威電影宇宙電影成績。截至2022年7月10日，票房成績最好的市場分別為韓國（1,530萬美元）、英國（1,480萬美元）、澳洲（1,380萬美元）、墨西哥（1,180萬美元）和印度（1,030萬美元）。
| 上一届： 《小小兵2：格魯的崛起》 | 2022年美國週末票房冠軍 第27-28週 | 下一届： 《不！》                  |
| 上一届： 《迷你兵團2》           | 2022年香港一週票房冠軍 第27-28週 | 下一届： 《闔家辣》                |
| 上一届： 《迷你兵團2》           | 2022年香港週末票房冠軍 第28-29週 | 下一届： 《闔家辣》                |
| 上一届： 《捍衛戰士：獨行俠》    | 2022年台北週末票房冠軍 第28-29週 | 下一届： 《小小兵2：格魯的崛起》   |
| 上一届： 《捍衛戰士：獨行俠》    | 2022年日本週末票房冠軍 第28週    | 下一届： 《王者天下2至遙遠的大地》 |

### 評價
《雷神索爾：愛與雷霆》的整體評價趨於兩極，根据評論匯總网站爛番茄汇总的449篇评论文章，63%的评论家给予该作正面评价，使之獲得「認證新鮮」標識，平均打分为6.4分（满分10分）。该网站总结的评论家共识是“在某些方面，《雷神：愛與雷霆》感覺就像是《諸神黃昏》的翻版，但總的來說，它提供了足夠快節奏的樂趣，使其成為漫威电影宇宙中值得添加的內容”。在Metacritic上，64位影評人共給予了57分的分數（滿分100分），這部電影獲得了「評價褒貶不一或一般」。受影院評分調查的觀眾對電影的平均評分為“B+”，而PostTrak的報告則顯示77%的觀眾給予了積極的評分，63%的觀眾表示必定推薦。

## 相關媒體

### 紀錄片特輯
2021年2月，迪士尼宣佈製作紀錄片影集《漫威影業：創作大本營》，包括漫威電影宇宙電影和影集項目的幕後製作花絮，並採訪主要演員和創意團隊。以電影《雷神索爾：愛與雷霆》為主題的特輯於2022年9月8日釋出。

## 備註
1. ↑  既是獨立編劇，同時與珍妮佛·凱汀·羅賓遜共同編劇[1][2]。
2. ↑  依照漫威電影宇宙上映次序。
3. ↑  依照漫威電影宇宙中故事發生的時間次序，參見漫威电影宇宙#時間線。
4. ↑  女豹神巴斯蒂在漫畫中與埃及月神孔蘇（英语：Khonshu (Marvel Comics)）為同父異母兄妹，月神孔蘇此前於Disney+影集《月光騎士》中首次出現於漫威電影宇宙，角色原型亦為埃及神話中的同名神祇[36]。
5. ↑  角色原型為北歐神話中的山羊坦格里斯尼爾和坦格喬斯特[40]。

## 外部連結
- 官方网站
- 互联网电影数据库（IMDb）上《雷神索爾：愛與雷霆》的资料（英文）